# Poli(éter-éter-cetona)
Poli(éter-éter-cetona), (PEEK)
é um composto poliaromático, com cadeia linear e semicristalino, ele demonstra ótimo arranjo de rigidez, durabilidade, resistência química e mecânica.
O PEEK é um polímero termoplástico orgânico incolor na família da poli(alril-éter-cetona) (PAEK), é comumente usado no contexto de engenharia. O PEEK foi sintetizado pela primeira vez em 1977  e introduzido no mercado pela empresa Victrex PLC,Imperial Chemical Industries (ICI) no início dos anos 80.
Devido as ótimas características quanto arranjo de rigidez, durabilidade, resistência química e mecânica. Há pelo menos duas décadas passadas, uma investigação do uso do PEEK como biomaterial teve início, no campo de implantes espinhais, ortopédicos e traumatológicos.

## Síntese
A fórmula molecular do PEEK é (C19H12O13)n, em sua estrutura contém anéis aromáticos, conectados por grupos relativamente estáveis, concedendo ao polímero uma alta estabilidade térmica.
Reação química para obtenção do PEEK através da substituição nucleofílica aromática:

Unidade de repetição do PEEK:

## Propriedades
O PEEK possui excelentes propriedades mecânicas e térmicas. Ele pode ser usado em aplicações na qual a temperatura de trabalho seja significativa, uma vez que o mesmo pode atuar entre -60°C á 260°C  e tem ponto fusão entre 330°C à 380°C.
Tais propriedades fazem com que esse material possua uma ótima resistência a tração e escoamento, assim como a compressão e impacto,  e uma ótima resistência química e elétrica. Com base no seu teste de entalhe (notch test) é notório a sua boa resistência a abrasão e baixo coeficiente de atrito. Além de todas essas características ele é resistente a todos os tipos de radiação, inclusive os raios U.V.
Outra característica fundamental desse material é que ele possui propriedades muito similares às de ligas leves apesar de ser um termoplástico. O conjunto de todas essas propriedades faz com que o PEEK possa atuar nas mais diversas áreas da indústria, abrangendo desde o mercado aeroespacial até o biomédico.
O PEEK apesar de diversas aplicações e propriedades é solúvel apenas em ácido sulfúrico, e uma maneira de contornar isso é a sulfonação deste polímero, obtendo então o PEEK sulfonado (SPEEK) que é solúvel em diversos solventes.

## Aplicações
O PEEK, sendo um polímero termoplástico, possui características importantes para aplicações do cunho ortopédico, uma vez que esse tipo de polímero possui ligações intermoleculares muito fortes, podendo  proporcionar boa biocompatibilidade e resistência a determinados danos que podem ser causados devido a umidade. Além do PEEK, a poli(alril-éter-cetona)(PAEK) e a polisulfona vêm sendo cada vez mais fomentados como possíveis materiais com aplicações ortopédicas, além da boa compatibilidade, também possuem boa duração no ambiente fisiológico.
A partir dos anos 80, o PEEK e seus compósitos também foram muito estudados como materiais de aplicação industrial e aeroespacial, possuindo ótimas propriedades termomecânicas, porém no final dos anos 90, o PEEK se sobressaiu como principal termoplástico, com alto desempenho,  para substituição de implantes metálicos, essencialmente como implantes de suporte de carga, na área ortopédica, uma vez que o PEEK revelou-se firme quanto a degradação “in vivo” e com boa resistência a danos causados por exposição de gorduras (lipídios), ele também conservou suas altas características mecânicas depois de muitos processos de esterilização.
O PEEK, quando comparado a demais polímeros da mesma família, é bem avaliado por possuir mais tempo de mercado, no entanto ele possui alto custo e obstáculos no processamento a fim de obter peças com propriedades bem dispostas, isso se dá por conta da sua alta temperatura de processamento (382 a 399 °C) e a alta viscosidade quando é fundido.
Ele tem sido usado também como recipiente no interior de panelas elétricas de arroz, para evitar a corrosão causada no alumínio.

## Opções de processamento
O processamento de moldagem por injeção é uma técnica de fabricação que consiste na criação de peças pela injeção do material fundido em uma molde. Após a peça ser projetada os moldes são usinados, sendo normalmente feitos de metal como o alumínio. O material é aquecido e injetado (forçado) em uma cavidade do molde , onde esfria e endurece a configuração da cavidade.
	No processamento por extrusão são fabricadas peças com um perfil transversal fixo, empurrando o material através de uma matriz da seção transversal desejada. Esse método tem como vantagens em relação a outros processos a capacidade de moldar seções transversais muito complexas e de trabalhar com materiais frágeis, pois o material encontra apenas tensões de compressão e de cisalhamento, tendo assim peças com um excelente acabamento superficial. Outro ponto importante é que para realização desse processo o material pode está frio ou quente.

## Aplicações no cenário aeroespacial
O PEEK na indústria aeroespacial em alguns casos é utilizando como lubrificante sólido, sendo aplicado em finas camadas ou misturado em uma matriz polimérica, pois ajudam a solucionar um grande problema da indústria que é a evaporação dos lubrificantes líquidos comuns devido a baixa pressão. Suas características de resistência também lhe proporcionam aplicações de função estrutural como em estruturas de braços espaciais que necessitam de rigidez e resistência

.
Também podemos encontrar esse material na aviação, sua densidade mais baixa do que a dos metais, alta resistência térmica, sua alta durabilidade elevada e alta capacidade de modelagem os termoplásticos são muito utilizados em rolamentos, isolamentos térmicos, proteção de cabos, sistemas de resfriamento, sistemas de combustíveis e nacele do motor
.

## Reciclagem
A reciclagem do PEEK é realizada a partir da etapa de moer o polímero para ser reutilizado em injetoras e extrusoras, mas com esse processo haverá a redução da viscosidade e assim as propriedades mecânicas e especialmente a resiliência será reduzida. 

## Impacto ambiental
O PEEK é considerado um biomaterial avançado. Ele é um dos polímeros que não contém aditivos que possam ser liberados durante o processo de moldagem, ou seja, são mais puros e estáveis, sendo utilizado para ser implantado no corpo humano na área de medicina.